# 陽気な渡り鳥
『陽気な渡り鳥』（ようきなわたりどり）は、1952年（昭和27年）1月1日公開の日本映画である。モノクロ、スタンダードサイズ、映倫番号:587。

## スタッフ
- 監督：佐々木康
- 脚本・原作：伏見晁(雑誌「ロマンス」所載)
- 製作：小出孝
- 音楽：万城目正
- 撮影：厚田雄春
- 美術：熊谷正雄
- 編集：浜村義康
- 録音：妹尾芳三郎
- 照明：高下逸男
- 現像：林龍次
- 装置：佐須角三
- 装飾：星野武
- 衣裳：斎藤耐三
- 監督助手：穂積利昌
- 撮影助手：川又昴
- 録音助手：堀義臣
- 照明助手：八鍬武
- 録音技術：金子盁
- 進行：清水富二
- 応援出演：松竹歌劇団
- 和舞振付：花柳啓之、花柳瀧三
- 洋舞振付：縣洋二
- 殺陣：堺駿二
- 奇術指導：松旭斎天洋

## 主題歌
「陽気な渡り鳥」「涙のはぐれ鳥」(コロムビアレコード)
作詞：和田隆夫 / 作曲：万城目正 / 歌：美空ひばり

## キャスト
- 岡本みどり：美空ひばり
- 岡本政治（父）：斎藤達雄
- 晴江：淡島千景
- 佐久間金之助：河村黎吉
- おたか：望月優子
- 杉野みさ子：桂木洋子
- 三平：堺駿二
- 久保田修作：高橋貞二
- 山田：日守新一
- 吉澤巳之吉：安部徹
- 光代：桜むつ子
- 根本光：坂本武
- 黒田順造：小林十九二